# سيسيرو ريكاردو دي سوزا
سيسيرو ريكاردو دي سوزا (بالبرتغالية: Cícero Ricardo de Souza‏) (3 أكتوبر 1978 في البرازيل - ) هو لاعب كرة قدم برازيلي في مركز الهجوم. لعب مع بوتافوغو ريغاتاس ونادي باسوش دي فيريرا ونادي برازيليا ونادي راه آهن ونادي سبورت ريسيفه ونادي فاسكو دا غاما وماريليا أتلتيكو ‏ ونادي سامبايو كوريا وSalgueiro Atlético Clube ‏.